# Jozef Daňko
Jozef Daňko (* 27. května 1966) je bývalý slovenský fotbalista, útočník. Po skončení aktivní kariéry působí jako trenér.

## Fotbalová kariéra
V československé lize hrál za Tatran Prešov. Nastoupil v 72 ligových utkáních a dal 5 gólů. Ve druhé nejvyšší soutěži hrál během vojenské služby za VTJ Žatec.

## Ligová bilance
| Ročník                                      | Zápasy | Góly | Klub          |
| ------------------------------------------- | ------ | ---- | ------------- |
| Česká národní fotbalová liga 1986/87        | 17     | 1    | VTJ Žatec     |
| 1. slovenská národní fotbalová liga 1988/89 | 1      | 0    | Tatran Prešov |
| 1. československá fotbalová liga 1990/91    | 28     | 3    | Tatran Prešov |
| 1. československá fotbalová liga 1991/92    | 18     | 0    | Tatran Prešov |
| 1. československá fotbalová liga 1992/93    | 26     | 2    | Tatran Prešov |
| CELKEM 1. liga                              | 72     | 5    |               |